# Ällsjögyl
Ällsjögyl är en sjö i Karlshamns kommun i Blekinge och ingår i Bräkneån-Mieåns kustområde. Sjön är 9,2 meter djup, har en yta på 0,0395 kvadratkilometer och befinner sig 102 meter över havet.